# Asceles longipes
Asceles longipes är en insektsart som beskrevs av Ludwig Redtenbacher 1908. Asceles longipes ingår i släktet Asceles och familjen Diapheromeridae. Inga underarter finns listade i Catalogue of Life.